# Tristan Koskor
Tristan Koskor (Tartu, 28 novembre 1995) è un calciatore estone, attaccante del Tammeka Tartu.

## Carriera

### Club
Ha giocato nella prima divisione estone.

### Nazionale
Dopo aver giocato nelle nazionali estoni Under-21 ed Under-23, nel 2019 ha giocato 2 partite con la nazionale maggiore.

## Palmarès

### Club

#### Competizioni nazionali
- Coppa d'Estonia: 1

Trans Narva: 2022-2023

### Individuale
- Capocannoniere della Meistriliiga: 1

2023 (16 gol)